# Монсо ле Мин
Монсо̀ ле Мин (на френски: Montceau-les-Mines) е град в Централна Франция. Разположен е на река Бурбенс в департамент Сон е Лоар на регион Бургундия-Франш Конте. Има жп гара по линията от Роан до Дижон. Население – 19 548 от преброяването през 2007 г.

## Спорт
Представителният футболен отбор на града носи името ФК Монсо Бургон. Той има аматьорски статут. През сезон 2006 – 2007 г. постига най-големия успех в своята история като играе полуфинал във футболния турнир за Купата на Франция, като отстранява елитните френски футболни отбори Расинг Клуб дьо Ланс и ФК де Жиронден дьо Бордо. Неговият успех се превръща в световна футболна новина през пролетта на 2007 г.

## Личности
Родени
- Андре Френо (1907 – 1993), френски поет
- Анри Перюшо (1917 – 1967), френски писател